# Liste des épisodes de Ken-ichi
 (mars 2014).
Si vous disposez d'ouvrages ou d'articles de référence ou si vous connaissez des sites web de qualité traitant du thème abordé ici, merci de compléter l'article en donnant les références utiles à sa vérifiabilité et en les liant à la section « Notes et références ».
Cet article présente la liste des épisodes de l'anime japonais Ken-ichi le disciple ultime.

## Liste des épisodes

### Série télévisée
| No | Titre français                                                     | Titre japonais                                         | Titre japonais                                                              | Date de 1re diffusion |
| No | Titre français                                                     | Kanji                                                  | Rōmaji                                                                      | Date de 1re diffusion |
| -- | ------------------------------------------------------------------ | ------------------------------------------------------ | --------------------------------------------------------------------------- | --------------------- |
| 1  | Le lieu où se réunissent les plus puissants                        | 梁山泊!豪傑の集いし場所                                | Ryōzanpaku! Gōketsu no tsudoishi basho                                      | 7 octobre 2006        |
| 2  | Première étape ! Le début de la bataille                           | 一歩先へ!闘いの始まり                                  | Ippo-saki e! Tatakai no hajimari                                            | 14 octobre 2006       |
| 3  | Force et courage ! Pour la justice !                               | 力と勇気!正義を貫くために                              | Chikara to yūki! Seigi o tsuranuku tame ni                                  | 21 octobre 2006       |
| 4  | Combat de survie ! Se battre ou ne pas se battre                   | ケンカ地獄!やるかやらないかだ                          | Kenka jigoku! Yaru ka yaranai kada                                          | 28 octobre 2006       |
| 5  | Un rendez-vous ? Il faut avancer !                                 | デート?きめちまえよ!                                   | Dēto? Kime chimae yo!                                                       | 4 novembre 2006       |
| 6  | Un jour à Ryôzanpaku ! Un rêve sur le toit                         | 梁山泊での一日!屋根の上の夢                            | Ryōzanpaku de no tsuitachi! Yane no ue no yume                              | 11 novembre 2006      |
| 7  | Combat chaud au clud du jardinage ! Un match retour                | 熱闘園芸部リターンマッチ                               | Nettō engei-bu ritān matchi                                                 | 18 novembre 2006      |
| 8  | Muscles incroyables ! Les secrets de sensei!                       | 脅威の肉体 謎の師匠達                                  | Kyōi no nikutai nazo no shishō-tachi                                        | 25 novembre 2006      |
| 9  | Apapapa ! L'entrainement d'Apachai                                 | アパパパ〜!アパチャイの修行                            | Apapapa〜! Apachai no shugyō                                                | 2 décembre 2006       |
| 10 | Cours, Kenichi ! La faiblesse d'un boxeur !                        | 走れケンイチ!ボクサーの弱点                            | Hashire Kenichi! Bokusā no jakuten                                          | 9 décembre 2006       |
| 11 | Le poing de la trahison ! Le triste passé de Takeda                | 裏切りの拳 武田の悲しき過去                            | Uragiri no ken Takeda no kanashiki kako                                     | 16 décembre 2006      |
| 12 | Un nouvel ennemi ! Tsuji Shinnosuke !                              | 新たなる敵!辻新之助                                    | Aratanaru teki! Tsuji shinnosuke                                            | 23 décembre 2006      |
| 13 | Les techniques de combat d'un tueur ! Les règles d'un combat !     | ケンカ殺法!実戦の掟                                    | Kenka sappō! Jissen no okite                                                | 6 janvier 2007        |
| 14 | Entrainement dédié ! Tout près des sources chaudes !               | 命懸けの修行!混浴もついてます                          | Inochigake no shugyō! Kon'yoku mo tsuitemasu                                | 13 janvier 2007       |
| 15 | Honoka s'infiltre ! L'invitée du Ryouzampaku                       | ほのか潜入!梁山泊だじょ                                | honoka sennyū ! ryōzanpakudaji yo                                           | 20 janvier 2007       |
| 16 | La plus grosse crise du Ryouzampaku ?!                             | 梁山泊最大の危機!!?                                    | ryōzanpaku saidai no kiki !!?                                               | 27 janvier 2007       |
| 17 | Protéger le signe ! Attaque du dojo !                              | 守れ看板!道場破り襲来!                                 | mamore kanban ! dōjōyaburi shūrai !                                         | 3 février 2007        |
| 18 | Divertissement ??? Direction l'île secrète                         | 楽園???秘境·風林寺島へ!                                | rakuen ??? hikyō fū hayashiji tō e !                                        | 10 février 2007       |
| 19 | Les Ragnarok sont les plus forts ! L'arrivée des 8 poings          | ラグナレク最強の者 八拳豪見参!                         | ragunareku saikyō no mono hachi kobushi gō kenzan !                         | 17 février 2007       |
| 20 | Crise de Takeda ! La loi de la rétribution !                       | 武田の危機!報復の掟!                                   | takeda no kiki ! hōfuku no okite !                                          | 24 février 2007       |
| 21 | Impardonnable ! Le poing de la colère de Kenichi.                  | 許さない!!ケンイチ怒りの拳!                            | yurusanai !! kenichi ikari no kobushi !                                     | 3 mars 2007           |
| 22 | Réunissez les jeunes ! La Formation de l'Alliance Shinpaku !       | 集え若人!新白連合結成!                                 | tsudoe wakōdo ! shin shiro rengō kessei !                                   | 10 mars 2007          |
| 23 | Attaque ! La voisine du Ryouzanpaku                                | 突撃!となりの梁山泊!                                   | totsugeki ! to nari no ryōzanpaku !                                         | 17 mars 2007          |
| 24 | Le Cœur Volé ! La Juliette de Miu                                  | 奪われたハート!美羽のジュリエット                      | ubawareta hāto biwa no jurietto                                             | 24 mars 2007          |
| 25 | Protégez Kenichi de la mort ! Les Lèvres de Miu                    | 死守せよケンイチ!美羽のくちびる                        | shishu seyo ken ichi biwa no kuchibiru                                      | 31 mars 2007          |
| 26 | Le masque levé ! La réelle identité d'Ermite                       | 剥された仮面!ハーミットの正体!                         | hagasareta kamen ! hāmitto no shōtai !                                      | 7 avril 2007          |
| 27 | Dur contre doux ! Querelle fraternelle après une longue séparation | 剛VS柔!空前絶後の兄弟喧嘩!                             | tsuyoshi VS yawara ! kūzenzetsugo no kyōdai kenka !                         | 14 avril 2007         |
| 28 | Le Commandant d'Assaut Participe ! Bagarre au Restaurant           | 斬り込み隊長参上!乱闘レストラン                        | kirikomi taichō sanjō ! rantō resutoran                                     | 21 avril 2007         |
| 29 | Qu'est-ce que la peur, Sieg ? Prelude de la destruction !          | 恐るべしジーク!破滅へのプレリュード                    | osorerubeshi jīku ! hametsu e no pureryūdo                                  | 28 avril 2007         |
| 30 | Les résultats de la Formation ! Le résultat pas à pas              | 修行の成果!小さく前にならえ!!                          | shugyō no seika ! chīsaku mae ni narae !!                                   | 5 mai 2007            |
| 31 | Je te sauverai Honoka !                                            | ほのか、お手伝いするじょ!                              | honoka , otetsudai suruji yo !                                              | 12 mai 2007           |
| 32 | La Crise d'Honoka ! La Stratégie de Loki                           | ほのかの危機!ロキの謀略                                | honoka no kiki ! roki no bōryaku                                            | 19 mai 2007           |
| 33 | Démontez-le. Laissez parler vos poings !                           | ぶつけろケンイチ!拳は語る!                             | butsukero ken ichi ken wa kataru !                                          | 2 juin 2007           |
| 34 | Ne perds pas ! Les derniers mots d'un être cher.                   | 負けないで!愛する人が残した言葉                        | makenaide ! aisuru hito ga nokoshita kotoba                                 | 9 juin 2007           |
| 35 | Pas de fardeau ! Le temps de la conclusion arrive.                 | 邪魔者なし!今こそ決着のとき                            | jamasha nashi ! ima koso kecchaku no toki                                   | 16 juin 2007          |
| 36 | Miu vs Renka ! Le Triangle qui appelle une tempête.                | 美羽VS蓮華!!嵐を呼ぶトライアングル                     | miwa VS renge !! arashi o yobu toraianguru                                  | 23 juin 2007          |
| 37 | Dangereuse Tentation ! Mangeons la fondue chinoise ensemble        | 危険な誘惑 一緒にちゃんこを!                           | kikenna yūwaku issho ni chanko o !                                          | 30 juin 2007          |
| 38 | Jeu de balle humain des charmantes femmes aux chatons !            | かわいい子猫 女たちの肉弾戦!                           | kawaī koneko onnatachi no nikudansen !                                      | 6 juillet 2007        |
| 39 | L'enseignement personnel de Shigure                                | 危険な誘惑 一緒にちゃんこを!                           | kikenna yūwaku issho ni chanko o !                                          | 15 juillet 2007       |
| 40 | La terre promise ! Tout commence ici                               | 約束の地! すべてはここから                             | yakusoku no chi ! subete wa koko kara                                       | 21 juillet 2007       |
| 41 | La Terreur du Seikuuken ! La danse du Dragon descend !             | 制空圏の恐怖! 龍は舞い降りた!                          | seikūken no kyōfu ! ryū wa maiorita !                                       | 28 juillet 2007       |
| 42 | Une formation spéciale de l 'Ancien ! La Vallée Noire ...          | 年長者「sの特別な訓練! 山のをするか、または死になさい! | Nenchō-sha `s no tokubetsuna kunren! Yama no o suru ka, matawa shini nasai! | 4 août 2007           |
| 43 | Limiter ! Le leurre du royaume Asura                               | リミッター!修羅道への誘い                              | Rimittā! Shuramichi e no sasoi                                              | 11 août 2007          |
| 44 | L'effondrement de l'alliance Shinpaku ! Le poing fou s'approche    | 新白連合崩壊!忍び寄る狂拳                              | Shinpaku rengō hōkai! Shinobiyoru kyō ken                                   | 18 août 2007          |
| 45 | Le coup de la séparation ! La danse de Kisara !                    | 決別の一撃!キサラ、舞う!                               | Ketsubetsu no ichigeki! Kisara, mau!                                        | 25 août 2007          |
| 46 | Adieu ! Niijima et sa détermination rejoignent le combat           | さらば!!新島、決意の出陣                               | Saraba!! Nījima, ketsui no shutsujin                                        | 7 septembre 2007      |
| 47 | La faiblesse du génie ! Le travail acharné surmonte le talent !    | 天才の弱点!努力は才能を凌駕する!                       | Tensai no jakuten! Doryoku wa sainō o ryōga suru!                           | 9 septembre 2007      |
| 48 | Épreuve de force entre les leaders ! L'homme à la lance légendaire | 頂上対決!伝説の槍を持つ男                              | Chōjō taiketsu! Densetsu no yari o motsu otoko                              | 16 septembre 2007     |
| 49 | L'ultime transformation ! Le rythme Ryôzanpaku !                   | 最強変身!リズム梁山泊!                                 | Saikyō henshin! Rizumu Ryōzanpaku!                                          | 22 septembre 2007     |
| 50 | Ken-ichi, le disciple ultime                                       | 史上最強の弟子ケンイチ!!                               | Shijō saikyō no deshi Ken'ichi!!                                            | 29 septembre 2007     |

### OAV
| No | Titre français | Titre japonais         | Titre japonais | Date de 1re diffusion                      |
| No | Titre français | Kanji                  | Rōmaji         | Date de 1re diffusion                      |
| -- | -------------- | ---------------------- | -------------- | ------------------------------------------ |
| 1  |                | 新たなる刺客           |                | 14 mars 2012 (DVD) 8 avril 2014 (TV)       |
| 2  |                | 中国から来た少女       |                | 15 juin 2012 (DVD) 15 avril 2014 (TV)      |
| 3  |                | 麗しき暗殺者           |                | 14 novembre 2012 (DVD) 22 avril 2014 (TV)  |
| 4  |                | 美しき翼               |                | 18 septembre 2013 (DVD) 29 avril 2014 (TV) |
| 5  |                | 死神VS.悪魔            |                | 18 septembre 2013 (DVD) 6 mai 2014 (TV)    |
| 6  |                | ロシアからきた戦士     |                | 15 novembre 2013 (DVD) 13 mai 2014 (TV)    |
| 7  |                | 拳に込めた信念         |                | 15 novembre 2013 (DVD) 20 mai 2014 (TV)    |
| 8  |                | ガード下の破壊神       |                | 18 février 2014 (DVD) 27 mai 2014 (TV)     |
| 9  |                | 匿名希望18歳           |                | 18 février 2014 (DVD) 3 juin 2014 (TV)     |
| 10 |                | ティダードの王（前編） |                | 16 mai 2014 (DVD) 10 juin 2014 (TV)        |
| 11 |                | ティダードの王（後編） |                | 16 mai 2014 (DVD) 17 juin 2014 (TV)        |